# Sforza Ruspoli
"Lillio" Sforza Marescotti Ruspoli (Roma, 23 gennaio 1927 – Roma, 25 ottobre 2022) è stato un politico, dirigente d'azienda e banchiere italiano, ambasciatore del Sovrano militare ordine di Malta.

## Biografia
"Lillio" Sforza Marescotti Ruspoli è nato a Roma il 23 gennaio 1927, figlio secondogenito di Francesco Ruspoli, VIII principe di Cerveteri, e di sua moglie, Claudia Matarazzo, figlia dell'importante imprenditore italo-brasiliano Francesco Matarazzo. Suo fratello maggiore era l'attore Dado Ruspoli.
Rimasto orfano della madre quando aveva solo otto anni, si trasferì in Brasile col nonno materno Francesco Matarazzo, ove rimase per breve tempo per poi rientrare a Roma dove visse il resto della sua vita. Intrapresi gli studi bancari, entrò nel direttivo della Banca Romana a fianco di Arturo Osio (poi fondatore della Banca Nazionale del Lavoro), legandosi a personaggi come Leo Longanesi, Ernesto Fassio, Carlo Pesenti, Renato Angiolillo, Franco Marinotti, Mino Maccari, Roberto Rossellini e conoscendo personalmente anche don Luigi Sturzo. Nell'immediato dopoguerra entrò a far parte del Movimento Sociale Italiano grazie alla vicinanza col principe Junio Valerio Borghese. 
Nel 1956 fondò assieme ad agrari conservatori i Centri d'Azione Agraria, un movimento, formalmente apartitico (ma in realtà di estrema destra), in difesa della "civiltà contadina", su posizioni liberiste in politica economica e antipartitocratiche, lanciato sia come alternativa a Confagricoltura e Coldiretti, sia come strumento per un'azione politica diretta. Il movimento, che comprese anche l'ex presidente della regione Sicilia Silvio Milazzo, fu tra le forze che l'ambasciatore spagnolo in Italia Alfredo Sánchez Bella propose al proprio governo di finanziare. Il movimento pose per un certo periodo una seria concorrenza alle organizzazioni collaterali di area democristiana e fu promotore di alcuni disordini nel Meridione contro il nuovo governo di centro-sinistra. In seguito, nel 1971, una protesta di piazza si concluderà con la morte di un manifestante a Foggia. L'unica partecipazione elettorale fu all'interno della lista Concentrazione di Unità Rurale nelle elezioni del 1963, in cui venne candidato lo stesso Milazzo, che ottenne solo lo 0,3% a livello nazionale e nessun eletto.
Sforza Ruspoli e i suoi Centri d'Azione si avvicinarono in questo periodo al movimento presidenzialista Unione Democratica per la Nuova Repubblica di Randolfo Pacciardi. Il 5 luglio 1964, durante le fasi calde della crisi del governo Moro I e del cosiddetto Piano Solo, si tenne un comizio dei Centri d'Azione Agraria a Bari che ebbe come oratore Pacciardi, salutato come "un antifascista da sempre" che aveva abbracciato "i militi della Repubblica sociale in nome di un'Italia nuova". In tale occasione Sforza Ruspoli dichiarerà: "Porteremo la rivolta in tutte le campagne, centomila rurali e trentamila edili entreranno trionfalmente a Roma", mentre Pacciardi sosterrà la necessità di un governo del presidente e dello scioglimento del Parlamento. In seguito a tale comizio sui muri del distretto militare di Torino e nel quartiere Parioli di Roma compariranno scritte inneggianti ai militari al governo e a Pacciardi, che saranno quindi un ulteriore elemento di tensione durante il momento di crisi. Nel giugno 1965 Sforza Ruspoli fonderà, assieme ad altri esponenti interni ed esterni al Movimento Sociale, tra i quali Pino Rauti e Stefano Delle Chiaie, il Comitato Italiano per l'Occidente.
Nel 1989 Sforza Ruspoli si presentò come capolista candidato per il Movimento Sociale Italiano-Destra Nazionale alle elezioni comunali di Roma del 1989, venendo eletto consigliere con 37.240 voti di preferenza. Nel 1994 si candidò alle elezioni politiche nel collegio uninominale di Massafra con una lista appositamente presentata denominata Il Vento del Sud - Viva Zapata, collegata alla Lega d'Azione Meridionale di Giancarlo Cito. Ottenne 2024 voti, pari al 2,74%, senza essere eletto.
Nel 1999 è stato commissario magistrale dell'ACISMOM e successivamente, sino al 2001, ambasciatore del Sovrano Militare Ordine di Malta presso il governo di Malta.
Nel 2006 venne proposto dall'allora ministro del tesoro Giulio Tremonti come vicepresidente della Banca del Sud, per i suoi numerosi interventi politici a favore della questione meridionale.
Nel 2010 fu nominato membro dell'Accademia Pontificia di Belle Arti e Lettere. Ricoprì inoltre la carica di delegato per Roma ed il Lazio dell'Ordine Costantiniano di San Giorgio.
Nel 2013 sostenne il cosiddetto Movimento dei Forconi. Nel 2017 fu candidato sindaco con la lista civica "Nessun dorma" nel comune di Cerveteri (sostenuto dal Fronte Nazionale), ottenendo l'1,29% e nessun seggio.
Muore a Roma il 25 ottobre 2022 a 95 anni. I funerali si sono tenuti nella Basilica di San Lorenzo in Lucina a Roma.

## Matrimonio e figli
Sforza sposò in prime nozze a Migliarino Pisano il 30 novembre 1946 la duchessa Flavia Domitilla Borghese-Salviati (Roma, 28 aprile 1925 – Migliarino Pisano, 6 aprile 2007), figlia di Averardo Salviati, IV duca Salviati, dalla quale divorziò nel 1983 dopo aver avuto due figlie:
- Claudia (San Paolo, 1947)
- Giada (1949), sposata con Luiz Misasi, da cui Marco e Paolo Ruspoli Misasi.

Si risposò a Vignanello il 15 ottobre 1983 con l'attrice Pia Giancaro (Palermo, 12 marzo 1951), dalla quale ebbe una terza figlia:
- Giacinta Ortensia Rosa Maria (1988), sposata (settembre 2022) con Alessio Rossi.

## Opere
- Vite da leoni. La fortuna di averli conosciuti, Pagine, 2017, ISBN 8875575290.